# Odó de Cluny
Odó de Cluny o també Ot de Cluny (Comtat del Maine, Regne de França, ca. 878 - Tours, 18 de novembre de 942) va ser un monjo benedictí francès, tercer abat de Sant Guerau d'Orlhac l'any 920 i, de 926 a 942, segon abat de Cluny.

## Orígens
Nascut al si d'una família noble, era fill del comte Ebó I de Deols. El seu pare, ja gran, va demanar un fill, i quan el va tenir el va consagrar a sant Martí de Tours, i el va oferir a la vida eclesiàstica. Però es va oblidar d'aquesta promesa va enviar el seu fill perquè rebés una bona educació a la cort dels comtes d'Anjou i a la del duc Guillem I d'Aquitània el Sant. Als divuit anys, el jove va emmalaltir, i després d'una guarició miraculosa, i seguint el vot fet pel seu pare, va consagrar-se a la vida religiosa, fent-se canonge a l'església de Sant Martí de Tours l'any 899. Després d'acabar la seva formació a París, on va ser deixeble de Remigi d'Auxerre, va escriure un comentari a les Moralia de Gregori el Gran. Va fer-se monjo benedictí el 909 a l'abadia de Baume, on va ser ordenat per l'abat Bernó de Cluny.

## Orlhac
Va succeir Joan com a abat de Sant Guerau d'Orlhac. Odó va recollir els documents i testimonis del fundador de la casa, Guerau i els estudià amb cura, especialment els estatuts, que havien estat el model de l'abadia de Cluny. Escriu llavors la Vida de sant Guerau d'Orlhac i el presenta com a model de cavaller cristià, que va deixar el seu poder i les seves riqueses per a posar-les al servei de la fe. En marxar a Cluny, el 926, va ser succeït a l'abadia per Arnulf.

## Abat de Cluny
El primer abat de Cluny, Bernó, havia disposat al seu testament que el succeís Odó. Cridat, va assumir-ne el càrrec el 926 o 927. Va estudiar i pregar, renunciant a tots els privilegis i sobretot a les dispenses, que havien destruït la disciplina monàstica. Aviat el van seguir tots aquells que veien en ell un Abat digne d'aquest nom, és a dir, un pare espiritual, no un senyor feudal mundà. Va ser el principal responsable de l'aplicació de la reforma de l'Orde de Cluny, que suposà la reforma de l'orde benedictí i la creació d'una poderosa congregació dins ella, en fer que Cluny es convertís en un model per als monestirs de tot Europa. L'any 931 va obtenir del papa Joan XI que l'abadia de Cluny tingués immunitat, com la d'Orlhac, i depengués directament de la Santa Seu, sense haver de subjectar-se al bisbe local. Va fer construir una església dedicada a Sant Pere, anomenada Saint-Pierre-le-Vieux, i va bastir una bona biblioteca i una escola, a més d'aconseguir el dret d'encunyar moneda.
La seva vida, d'altra banda, era exemplar i va tenir fama de santedat entre els monjos i els eremites del monestir. Va reformar altres monestirs de l'orde, com els de Sant Pau Extramurs de Roma i el de Sant Agustí de Pavia.
Va ser enviat pels papes a missions diplomàtiques a Itàlia. En tornar des de Roma, el 942, va emmalaltir i va aturar-se al monestir de Sant Julià, a Tours. Va prendre part a les celebracions del dia de Sant Martí de Tours, l'11 de novembre, i va morir poc després, el 18 de novembre. Va designar com a successor Aimar de Cluny. Va ser sebollit a Sant Julià; les seves restes van ser traslladades el 1318 a Illa Jordà (Gers), on són avui.

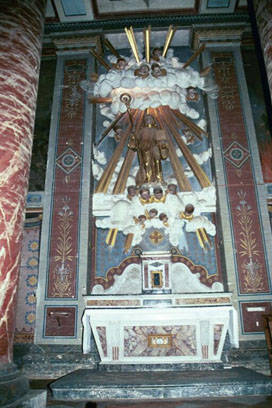
Altar de l'església d'Illa Jordà, amb les relíquies del sant
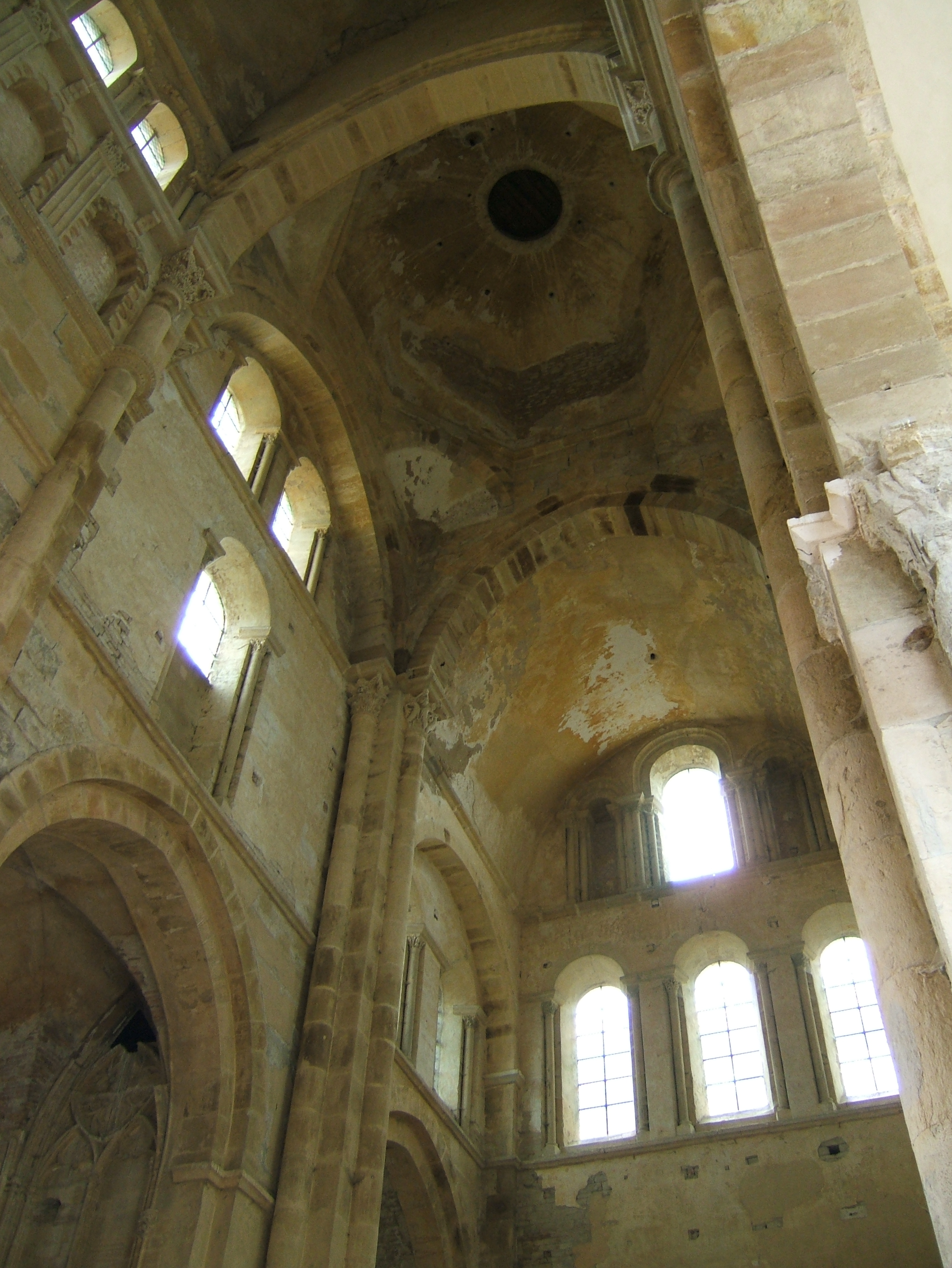
Transsepte de l'Abadia de Cluny, una de les poques parts conservades de l'edifici original
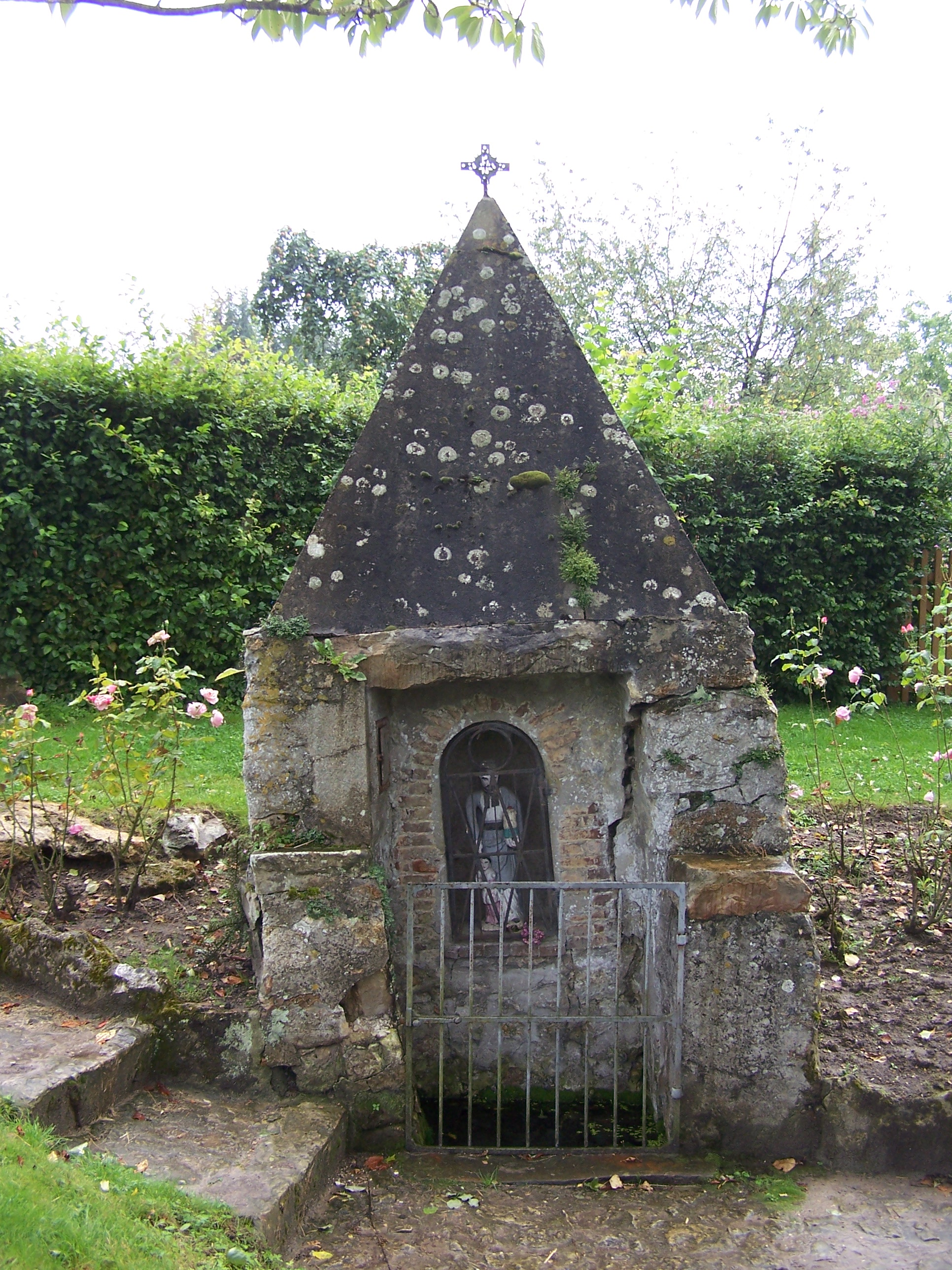
Oratori del sant a Boissets (Yvelines, França)

## Obra intel·lectual
Odó va iniciar la constitució de la biblioteca de Cluny, reunint manuscrits provinents de Sant Martí de Tours. Va escriure obres de teoria musical i va ser el primer a designar les notes musicals amb un nom, fent servir lletres: A per a la, B per al si, etc. fins a la G, que correspon al sol; aquesta denominació es fa servir encara a les cultures germànica i anglosaxona. També va classificar les melodies i els sons i va desenvolupar l'organistrum, antecessor de la viola. Se'n conserven dotze antífones corals en honor de Sant Martí.
Odó de Cluny va escriure, a més:
- Collationes; també se li atribueixen el Dialogus de musica, i el Musica enchiriadis, sobre música.
- Occupatio, poema èpic sobre la salut de l'ànima, on defensava que el secret de la vida monàstica era «l'ocupació», és a dir, el contrari de la ociositat.
- Vita de sancto Geraldo comite Auriliacensis, on descriu la vida militar i la religiosa.
- Epitomes, resums d'obres religioses.
- Sermones, on destaquen els que tracten de l'autoritat eclesiàstica i la castedat.
- Translatio, on narra la translació del cos de sant Martí de Tours a Borgonya.[1]